# Maladera thimphuensis
Maladera thimphuensis är en skalbaggsart som beskrevs av Ahrens 2004. Maladera thimphuensis ingår i släktet Maladera och familjen Melolonthidae. Inga underarter finns listade i Catalogue of Life.